# Theodora Komnene (Trapezunt)
Theodora Komnene (* vor 1253; † nach 1285) war von 1284 bis 1285 Kaiserin und Großkomnenin von Trapezunt.
Theodora war eine Tochter des trapezuntischen Kaisers Manuel I. und seiner zweiten Frau, einer georgischen Prinzessin namens Rusudan.
Im Jahre 1284 gelang es Theodora, kurzzeitig ihren Halbbruder Johannes II. mit Unterstützung durch David VI., den georgischen König von Imeretien, vom trapezuntischen Thron zu vertreiben und sich selbst zur Kaiserin aufzuwerfen. Ihre Herrschaft währte jedoch nur kurz, da Johannes II. sie bereits 1285 schlagen und so erneut die Kaiserwürde erlangen konnte. Aus der kurzen Regierungszeit Theodoras sind einige auf ihre Veranlassung hin geprägte Münzen erhalten.